# Хазза бін Заєд
Стадіон «Хазза бін Заєд» — багатофункціональний стадіон, розташований в ОАЕ, емірат Абу-Дабі, місто Ель-Айн. Належить футбольному клубу «Аль-Айн», який виступає Чемпіонаті ОАЕ з футболу. Був відкритий в 2014 році. Місткість — 25 053 чоловік.

## Історія
Матч відкриття відбувся 25 травня 2014 року, коли «Аль-Айн» зіграв з «Манчестер Сіті» (0:3).
На стадіоні проходили матчі клубного чемпіонату світу 2017 та 2018 років, а також Кубка Азії 2019 року.